# هانس غرونديغ
هانس غرونديغ (و. 1901 – 1958 م) هو رسام، وأستاذ جامعي من ألمانيا الشرقية، ولد في درسدن، توفي في درسدن، عن عمر يناهز 57 عاماً.

## جوائز
حصل على جوائز منها:
- جائزة هاينريش مان  [لغات أخرى]‏ (1958)[13]
- وسام الاستحقاق الوطني البرونزي
- الجائزة الوطنية لجمهورية ألمانيا الديمقراطية

## روابط خارجية
- هانس غرونديغ على موقع ديسكوغز (الإنجليزية)